# Anfiteatro romano di Albano Laziale
L'anfiteatro romano di Albano Laziale è un anfiteatro romano situato nel centro di Albano Laziale, nell'omonimo comune, in provincia di Roma, nel Lazio.
L'anfiteatro venne costruito in funzione dei vicini Castra Albana, l'accampamento della Legio II Parthica fondato dall'imperatore Settimio Severo (193-211): tuttavia, la datazione dell'anfiteatro è posteriore a quella dei castra, ed è collocabile attorno alla metà del III secolo. La capienza dell'impianto, la cui lunghezza massima era di 113 metri, oscillava tra le 15.000 e le 16.000 persone.

## Storia

### Dalla fondazione all'abbandono
Tito Flavio Domiziano, figlio secondogenito dell'imperatore Tito Flavio Vespasiano, non appena salì al trono nell'81 iniziò la costruzione di una imponente villa imperiale suburbana sui Colli Albani, la villa di Domiziano a Castel Gandolfo: se il palazzo e gli edifici principali (il teatro, lo stadio ed i ninfei) erano collocati nell'area dell'attuale villa Barberini a Castel Gandolfo, nella zona extra-territoriale della Villa Pontificia di Castel Gandolfo, il perimetro della proprietà imperiale si estendeva complessivamente per tredici o quattordici chilometri quadrati attorno al lago Albano, nel territorio di ben cinque comuni odierni. La maggior parte degli archeologi, fino all'inizio del Novecento, è stata convinta che l'anfiteatro di Albano fosse da ricollegare a questa villa domizianea, in considerazione di numerose testimonianze dei autori antichi su giochi gladiatori e circensi che si tenevano nella villa albana dell'imperatore. Tuttavia, la differenza della tecnica costruttiva utilizzata per le fabbriche della villa con quella presente nell'anfiteatro hanno spinto prima il Westphall e poi Giuseppe Lugli a datare l'edificio ad età posteriore a Domiziano.

## Descrizione

### La terrazza sostruttiva
L'anfiteatro sorge su un terreno posto in forte pendenza: per rafforzare la spianata sul quale venne edificato, si dovette costruire una terrazza sostruttiva alta 6.75 metri per una lunghezza di 59.60 metri, che corre parallela alla linea dell'anfiteatro ad ovest ad una distanza media di 23 metri. Il muro della terrazza, adorno di quattordici nicchie poste a 2.10 metri dal suolo, è costruito con strati irregolari di parallelepipedi di peperino e di mattoni: nella seconda campagna di scavi del 1919-1920 fu scavato tutto il muro della terrazza fino al confine della proprietà dei Missionari del Preziosissimo Sangue che reggono la chiesa di San Paolo.

### I "vomitoria"
I vomitoria in un anfiteatro romano erano i due ingressi trionfali posti agli estremi dell'asse maggiore dell'arena: nel caso dell'anfiteatro albanense la conformazione accidentata del terreno ha reso necessario lo spostamento della posizione dei vomitoria, che così non risultano a filo dell'asse maggiore dell'arena: una situazione simile è riscontrabile anche nell'anfiteatro di Pompei, appoggiato per metà al terrapieno delle mura di cinta.
"Vomitorio" occidentale
Questo vomitorio, spostato di qualche grado rispetto all'asse maggiore dell'arena, è stato in gran parte scavato nella roccia viva di peperino, per un'altezza di circa 2.50 metri: tutto il resto è stato costruito in opus quadratum nella stessa pietra vulcanica. Solo il primo tratto del vomitorio, largo mediamente 6.50 metri, era coperto da una volta a botte per una lunghezza di 11.50 metri: nel secondo tratto si aprivano due scale, larghe 1.70 metri, che davano accesso alle gradinate. L'ingresso si presenta chiuso in parte da un tramezzo probabilmente posteriore alla costruzione dell'anfiteatro, ed in parte aperto ma originariamente chiuso da un cancello, di cui rimangono i segni dei cardini. Sul pavimento del vomitorio si apre una fossa rettangolare occupata da una sepoltura cristiana basso-medioevale, riferibile al periodo in cui l'anfiteatro fu in parte convertito in oratorio cristiano.
"Vomitorio" orientale
Anche questo vomitorio presenta una strana pianta ad angolo retto, che permette all'ingresso di essere in linea con l'asse maggiore dell'arena: l'archeologo Giuseppe Lugli loda l'abilità dell'architetto che seppe risolvere in questo modo la questione. Il primo tratto, calibrato sull'asse maggiore dell'arena, è lungo 6.35 metri e largo 4.70: il secondo tratto, perpendicolare all'asse maggiore dell'arena e formante angolo retto col primo, è invece lungo 30.05 metri e sbuca all'esterno dell'anfiteatro. Come nel caso del vomitorio occidentale, parte della struttura è scavata nel peperino e parte è costruita in opus quadratum nella stessa pietra. La seconda campagna di scavi del 1919-1920 non è riuscita a sciogliere il dubbio riguardante il dislivello di 5.60 metri esistente tra il pavimento del vomitorio ed il piano di calpestìo esterno: purtroppo infatti lo sbocco del vomitorio è praticamente addossato al muro di sostruzione del tratto finale di via San Francesco d'Assisi.

### L'arena
L'asse maggiore dell'ellisse disegnato dall'arena misurava 67.50 metri, mentre l'asse minore ne misurava 45: l'area complessiva di conseguenza si aggirava sui 2500 metri quadrati. La prima campagna di scavi del 1912-1914 ha portato alla luce l'intero emisfero meridionale dell'arena, che fu fondata sulla roccia viva di peperino: attorno a tutto l'ellisse corre un canaletto di scolo largo tra i 0.30 ed i 0.35 metri, che scaricava le acque in un canale originariamente coperto da tavole di legno rimovibili largo 1.20 metri e profondo 3. Questo canale più grande scaricava a sua volta in un locale sotterraneo al pulvinar, e durante la seconda campagna di scavi del 1919-1920 si scoprì che le acque scorrevano in un altro canale oltre la terrazza sostruttiva: le tracce di quest'ultimo canale furono perse oltre il confine della proprietà del seminario vescovile. Il summenzionato canale profondo 3 metri aveva un doppio uso: far passare l'acqua di scolo ma anche gli addetti alla sistemazione del materiale scenico per gli spettacoli, che uscivano poi al centro dell'arena.
Il muro di recinzione dell'arena si è conservato per un'altezza massima di 2.50 metri: tuttavia, è plausibile da alcuni blocchi rinvenuti che terminasse più in alto con una sporgenza curvilinea a raggio esterno. Nel muro di recinzione si apre una stanzetta nella quale probabilmente venivano rinchiusi gli animali prima degli spettacoli.

### La "cavea"
La cavea e le gradinate sono in gran parte andate perdute nello spoglio del monumento seguito all'età romana: tuttavia è possibile affermare che le gradinate fossero divise in due maeniana o livelli, il maenianum primum ed il maenianum secundum, a loro volta ripartiti in due settori per ciascuno, l'inferior ed il superius. Dai resti di scale rinvenuti nei fornici sostruttivi è possibile ipotizzare che una scala ogni tre fornici rappresentasse il collegamento tra i livelli inferiori e quelli superiori.
Per quanto riguarda il numero delle gradinate, Leon Battista Alberti lo calcolò in 30, numero ancora oggi molto probabile. L'archeologo Giuseppe Lugli inoltre ha calcolato in circa 16.000 il numero massimo degli spettatori che poteva ospitare l'anfiteatro (14.850 seduti), considerando ogni sedile delle dimensioni di 0.44 metri come per il Colosseo di Roma, e considerando che la cavea si eleva per una trentina di metri con una base di 23.50 ed un angolo di inclinazione di 27°.

### Il "pulvinar"
Il pulvinar era il palco imperiale, l'equivalente della "tribuna autorità" dei nostri stadi più grandi. Ovviamente, era situato al centro dell'emiciclo delle gradinate, sul lato meridionale: l'accesso era in origine il fornice XIII del primo ordine, lungo 23.05 metri e largo 3.05, attraverso due scale a doppio rampante, che si immettevano una a destra e l'altra a sinistra del palco. In seguito, tuttavia, questo accesso venne abbandonato in favore del vicino fornice XIV, probabilmente a causa della chiusura delle due scale che permise di raddoppiare di tre volte la superficie del pulvinar. L'accesso a questo fornisce è contrassegnato da due semi-colonne in laterizio con base attica in peperino: la larghezza è anche minore del fornice precedente (da un massimo di 2.40 metri ad un minimo di 1.97).

### I fornici sostruttivi
Sempre a causa della conformazione particolarmente ostica del terreno, i costruttori pensarono bene di sorreggere le gradinate con una serie di fornici sostruttivi: l'archeologo Giuseppe Lugli a proposito di queste strutture affermò:
(Giuseppe Lugli, L'anfiteatro dopo i recenti restauri, p. 225, in Ausonia, anno X (Roma 1921).)
La lunghezza massima dei locali interni ai fornici sostruttivi, dispostio su due ordini, oscilla tra i 22 ed i 23 metri, mentre la larghezza è compresa tra i 2 ed i 4.50 metri. Inoltre, ogni fornice presenta una copertura differente, un piano differente, una risega di fondazione differente, cosa che ha portato lo stesso Lugli a definire queste costruzioni "bizzarre".
Ognuno dei locali ricavati nei fornici aveva una sua funzione: ad esempio, i fornici VI e VII erano probabilmente il luogo in cui erano custoditi gli animali per gli spettacoli; il fornice IX un magazzino, il fornice XVI un ripostiglio, i fornici V, VIII, XII, XVII e XX come vani per le scale d'accesso al secondo ordine, i fornici XIII e XIV come accesso al pulvinar, il palco imperiale. In alcuni fornici (VII ed VIII) si trovano sepolture cristiane di età medioevale, in altri non è stato possibile operare lo sgombero del materiale di riempimento a causa della precarietà delle murature.
Attorno alla circonferenza dell'anfiteatro, almeno sul lato meridionale, correva una strada basolata, che probabilmente poi raggiungeva la via Appia Antica ricalcando l'attuale via dell'Anfiteatro Romano fino a piazza Giuseppe Mazzini. Una seconda strada probabilmente conduceva alla villa di Domiziano a Castel Gandolfo, ricalcando l'attuale "galleria di sopra", stando ad alcuni resti di basolato romano rinvenuti nel 1917 e nel 1921 presso la chiesa di Santa Maria Assunta e l'attiguo collegio di Propaganda Fide a Castel Gandolfo, nell'area extra-territoriale della Villa Pontificia di Castel Gandolfo.